# 林绍良
蘇多諾·三林，漢名林绍良（1916年7月16日—2012年6月10日），印尼華裔企業家。他與印尼前總統蘇哈托的關係緊密，是印尼四人幫之一。

## 生平
1916年7月16日，林绍良出生在中华民国福建省闽海道福清县海口镇牛宅村里一个殷实的农民家庭。祖祖辈辈都是以种田为生，家里虽然不是大富大贵，但也过得安逸自在。从小，林绍良就聪明好学，记忆力很强，在村子里很多人都不喜欢念书的情况下，在7岁那年，林绍良便在村中林氏祠堂念私塾。 他学业进步很快，深得老师的赞赏。 他先后念完了《四书》、《诗经》、《幼学琼林》、《左传》等书，对书中的忠烈侠士极为崇拜，同时也使他具备了儒家道德观念。 1931年，15岁的林绍良结束了他的私塾生活，然后开始学着做点小生意。父母为他在村东大路旁租下一间小屋子，开了一个小面店，由林绍良出任“老板”。 小小年纪的他，勤勉肯干，店内外都由他独自一人料理，生意做得很灵活，不到半年，竟赚了不少钱，显示出他在经商方面有极高的天赋和才华。可是，好景不长，“九一八事变”后，日本侵占了中國東北，人心惶惶，林绍良的面店也只好关门了。林绍良的家乡是个田少山多的贫困地区，正如当时许多出外闯世界的人一样，很多当地的年轻农民都去了東南亞谋职。林绍良的叔父去了荷屬東印度，后来大哥林绍喜也离乡背井到了那里，可以说家里的顶梁柱就是林绍良和父亲了。然而祸不单行，1935年，年迈的父亲因病去世了，操劳家务的重担全落在他母亲的肩上。而这时中國国民党抓壮丁的风声也越来越紧，母亲担心儿子被抓走，便主张他出走東南亞，一来可以避免被抓壮丁，二来也可以去南洋闯一闯。就这样，林绍良来到异国他乡，开始了自己的漂泊生涯。1938年6月21日，22岁的林绍良来到印度尼西亚中爪哇的Kudus，投靠叔父。当时叔父林财金在镇上开了个花生油店，林绍良就在店里当学徒。他每天起早贪黑地干活，空余时间还要学习印尼语及爪哇語。
1940年，林绍良有了些积蓄后，独自做起了贩卖咖啡粉的小本生意。
1945年8月15日，日本投降后，印度尼西亚宣告独立。但日军刚退出印尼，荷兰殖民军又卷土重来。一场抗击荷兰殖民者的独立战争即将爆发。
当地华商在中华总会的领导下，大力支援印度尼西亚独立革命，虽然林绍良不是最有钱的那一个，但却是表现最为突出的一个。乱世出英雄，少时熟读史书的林绍良预感到自己大显身手、独闯天下的时机到了。他确信，这场战争的最终胜利必将属于印尼人民，而自己的事业或许能在这场战争中找到一个契机、一个新的生长点。就在这时，有一位高级领导人为摆脱荷情报人员的追捕，潜入古突土镇隐蔽，中华总会对林绍良很是信任，就把这项重要的掩护任务交给了他。而这位名叫哈山·丁的领导人在林家藏匿了1年多，与林绍良结成了莫逆之交。事后他才知道，哈山·丁是印尼共和国第一任总统苏加诺的岳父。正是通过哈山·丁的关系，林绍良结识了很多部队上的人，当然也包括印尼的首任总统苏加诺，而当时苏加诺只是一个师的上校团长。
在当时，由于殖民军的封锁，共和国军队的军火、药品奇缺，林绍良看到这种情况，很是忧虑，如果持续下去，肯定无法抵挡住荷兰殖民者的侵略，于是他决定做起这方面的生意，为军队提供必要的军用物资。而在当时，这样做是需要极大勇气的，要不怕风险，胆大心细。林绍良先和共和国军方谈了自己的想法，受到了热烈支持，双方一拍即合，认真而又慎重地研究了运输路线。不久，林绍良冒着生命的危险，用帆船载着从新加坡购买的武器及军需物品，凭着对地形和海路的熟悉，左右回旋，巧妙地越过荷军封锁线，把一批军火安全地运到了中爪哇印尼军中。就这样，林绍良押运军火，一次又一次地穿越荷军的封锁线，如入无人之境。每次运抵前线，印尼官兵都向他欢呼致意。不仅他从军火生意中获取了相当可观的利润，同时又与苏加诺等印尼军官结下了深厚的私人友谊。这为他日后事业上的成功打下了坚实的基础。林绍良还积极前往中国大陆投资，主要集中在房地产，金融及酒店等领域，估计总投资超过了15亿美元，其中包括在福州的一家银行。经过几十年的苦心经营，到1988年，72岁的林绍良已经构建起了自己的“林氏王国”，其控制的旗舰企业在东南亚经济发展中起着至关重要的作用。林绍良也因其雄厚的财力、庞大的势力，称雄印尼，富甲东南亚，被誉为“亚洲的洛克菲勒”。
从1954年起，林绍良相继办起了肥皂厂、纺织厂、轮胎厂以及脚踏车零件制造厂。
1957年，林绍良在泰国的金融巨头陈弼臣的帮助下，正式创办了中央亚细亚银行。
1965年，林绍良与他的好友林文镜等人合创华仁谊集团，华仁谊集团属下的企业达30多家，包括银行、建筑、地产、织维、水泥、面粉、钢铁、航空运输、贸易服务等行业。
1967年之后，林绍良迎来了事业上又一个高速发展期。这一年，在战争中和林绍良结为生死之交的苏哈托出任印度尼西亚总统，展开数十年独裁统治，出任后的次年政府颁布了国内投资法令，为包括华人在内的国内外企业家提供了发展机会。 林绍良紧紧抓住了这个机遇，利用他与苏哈托以及其他军政官员的良好关系，在事业上大展拳脚。
1968年，林绍良经营的美卡有限公司和默朱布阿有限公司获得了政府给的丁香进口专利权。同年，印尼政府又作出决定，将全国生产面粉的三分之二专利权交给林绍良。林绍良为此成立了波戈沙里公司，经过10年的努力，波戈沙里公司生产的面粉已达国内需求量的80%，成了亚太地区最大的泡面公司。 林绍良由此也成了全国首屈一指的“面粉大王”。
1974年，林绍良抓住政府开放资本市场的良机，决定和中央亚细亚银行与美国旧金山国际化学银行、日本长期信贷银行、英国苏格兰皇家银行以及香港信和集团共同投资组成多国金融公司。 1977年3月中央亚细亚银行获得印尼财政部批准，升格为外汇银行。1978年中央亚细亚银行收购了印尼商业银行，经过8年努力，其总资产增加了332倍，不仅是印尼最大的私人银行，也被公认为东南亚规模最大的银行之一。
1980年代后，华仁谊集团进一步拓展业务，向香港、东南亚及美国投资，在香港设立了中亚财务公司、第一太平财务公司、第一太平地产有限公司、永加公司等，1982年又买下了美国旧金山爱尔兰银行股份有限公司80%的股权。 依靠众多的银行作后盾，林绍良又涉足于上国际贸易，在短短数年内，先后购买了美国、荷兰、泰国、菲律宾和香港的多家公司，从而使林绍良头上又多了一顶“商贸大王”的桂冠。
其后，林绍良凭借他的雄厚实力和政府关系，插足房地产业，他在雅加达等地购得土地2100公顷，成为印尼最大房地产商，很长一段时间，林氏集团每年在房产方面的投资几乎占印尼私建设筑业的20%。
到1990年代中期，林绍良已经建造起一个在东南亚经济发展中起着至关重要作用的企业王国：由其三兄弟（另外两人为林绍喜、林绍根）三林经济开发公司拥有印度尼西亚中央亚细亚银行和华仁谊集团。 前者是印尼最大的私营银行，林绍良本人占24%的股份；华仁谊集团则经营进织、水泥、化工、电子、林业、渔业、航运、保险、金融、房地产、黄金宝石、酒楼饭店、医疗器材、电信设备、钢铁等行业。它的基业中心在印尼首都雅加达，下属的公司企业，分布在印尼、新加坡、香港、利比里亚、荷兰、美国等国家和地区，成为一个跨亚、非、欧、美四大洲的国际财团。分析林绍良巨大成功的原因，毋庸置疑的是，他与印尼前独裁总统苏哈托的深交，对他事业的成功起了很大作用。但苏哈托的帮助仅仅是林绍良成功的一个因素。立足于国计民生，适应国民经济需要，这是林绍良恪守的一个经营思想，也是获得印尼政府支持的前提。一家菲律宾报纸说：“林绍良的企业起到了‘应民族经济之所需，补民族经济之所缺’的作用”，这样既会得到政府的扶植，也赢得普通印尼人的认同。林绍良本身的个人奋斗也是重要因素。林绍良曾对人说：一个人的创业，一半靠机遇，一半则靠个人奋斗—这是他事业成功的写照。林绍良善于摸清市场和顾客的变化，改变经营方针：“生意成功的秘诀，是要为顾客服务，赢得顾客的信任。”
此外，他善于抓住机遇，注重人才的选用和培训，注重人际关系的处理。林绍良自己曾十分感慨地说：“自己所学不多，本无力量经营如此庞大的企业，现今之所以能有所成就，主要是善于选择共事的伙伴。”
林绍良是1997年前維持了連續十幾年的華人首富，而且為世界第六富豪，他在香港擁有第一太平，旗下力寶集團擁有金鐘的著名地標式建築力寶中心。早在1995年時便有184億美元資產，他的商業王國涉及紡織、水泥、化工、電子、林業、漁業、航運、保險、金融、房地產、黃金寶石、酒樓飯店、醫療器材、電信設備、鋼鐵等七十多種行業，而且遍佈東南亞、香港以及中國大陸。他是橫跨亞非歐美的國際財團三林集團的創辦人，1968年，林紹良經營的美卡有限公司和默朱布阿有限公司，獲得了政府給的丁香進口專利權。早年，他靠丁香起家，現在丁香又為他賺取更加豐厚的資產。從1954年起，他相繼辦起了肥皂廠、紡織廠、輪胎廠以及自行車零件製造廠。隨著企業的發展，他逐漸把目標放在進出口貿易上，在新加坡和香港建立起貿易關係。在經營活動中，他體會到，無論是經商還是辦廠，都必須得到金融界的支持；要想實現自己的宏願，必須建立起自己的金融機構。1957年，他在泰國的金融巨頭陳弼臣的幫助下，正式創辦了中央亞細亞銀行。有了銀行做後盾，林紹良在生意場上如虎添翼，自如地應付企業資金的周轉。至此，一個兼有工業、商業、金融的林氏集團已初顯雛形。擁有「丁香大王」、「麵粉大王」、「地產大王」和「金融大王」等稱號，因為亞洲金融危機引致印尼平民財產大量損失而造成印尼政局動亂，亦令蘇哈托失勢。在苏哈托的政敌和军方人士支持下，大量印尼平民因為當地華人以及印尼人貧富懸殊，產生仇華排華的情緒，大規模破壞林紹良以及其他華人富豪的資產，使林紹良的財富急劇下降，1997年已為81歲高齡的林紹良在此前已移居新加坡。
由于林绍良的巨大成功，1996年，已为80高龄的林绍良获美国宾夕法尼亚州立大学的华盛顿学院授予“院长奖章”。林绍良个人曾总结说：“勤俭奋发是华人的美德，方向、意志和策略是第一要素，不怕失败、奋斗不懈、运筹帷幄、出奇制胜和深思熟虑是成功的必备条件。”早在1981年，林绍良属下的中国太平洋集团就在中国大陆设立鞋厂。据估计，光在福清老家，林绍良就已投入了1亿美元，当地的工厂、学校及旅馆，都有林绍良的投资。不过，同林绍良庞大的资产和其他海外巨富在大陆的投资相比，林氏集团在大陆的投资一直在低水平徘徊。
作为一个有眼光的商人，同时也是一个华人，林绍良注定会关注中国大陆市场。2001年10月，已为85岁高龄的林绍良带团到北京考察了商务中心区的建设和发展，显示出旺盛的投资兴趣。2002年9月，林绍良果然使出大手笔：斥资5亿美元成功购得中国远洋运输集团总公司经营的地产旗舰企业—中远置业集团有限公司45%股权，从而与中远集团这一中国特大型企业共同成为中远置业的并列第一大股东。2004年10月，林绍良又收购了中远三林置业的其他股份。
2010年，已为94岁高龄的林绍良曾捐赠50万元予培青学校为兴建教学楼的经费。
林绍良还积极前往中国大陆投资，主要是房地产，金融及酒店。截至2011年，林绍良在大陆估计总投资超过15亿美元，其中包括在福州的一家银行。
他于1994年1月11日与前無綫電視董事之一的郭鹤年合作创办电视台—Indosiar。
因為和蘇哈托勾結，他的生意几乎没有竞争者。他垄断了印度尼西亚的水泥和面粉。他曾经拥有印度尼西亚最大的非政府银行—中央亚细亚银行，直到1998年被印度尼西亚政府充公。由于他的垄断生意引起很多人的不满和怨言，在1998年5月黑色五月暴动中，他的大厦被暴徒夷为平地。不过他儿子林逢生领导下的新三林集团正在在东南亚和快速发展中的中国东山再起。2004年三林集团的营业额达到200亿美元。在2013年福布斯印尼富豪榜上，林逢生及其家族以63亿美元的净资产排在第三位。
2010年代初，林绍良处半退休状态，定居新加坡。 并担任新加坡福清会馆永久名誉会长，对新加坡福清会馆及福清社团作出很多贡献。
2012年6月10日下午3时08分，林绍良在新加坡萊佛士医院逝世，据称享年95岁。